# Korat
Korat je plemeno kočky se stříbřitě modrou srstí. Název plemene je odvozen od názvu thajské provincie Korat (na současných mapách ji najdeme pod jménem Nakhon Ratchasima). Korat je řazen podle klasifikace FIFe do skupiny III, mezi krátkosrsté a somálské kočky.

## Historie
Korat je starobylé přírodní (tedy nevyšlechtěné) plemeno pocházející z Thajska. Zde jsou tyto elegantní kočky známy pod názvem si-sawat, v překladu „v barvě štěstí“. Modrošedá barva jejich srsti připomínala Thajcům oblaka přinášející životadárný déšť. V dobách sucha bývali v procesích nošeni vesnicemi, aby si rolníci zajistili přízeň nebes. Korati byli odedávna považováni za kočky přinášející štěstí. Párek koratů bývá tradičním darem čerstvě sezdaným manželům pro šťastnou budoucnost. Donedávna bylo v Thajsku přísně zakázáno koraty prodávat, bylo je možné získat pouze darem .
První písemné zmínky o těchto kočkách najdeme v rukopisech Tamra MaewA a Smud Khoi (o kočkách)B z doby království Ayutthaja (1350-1767). Rukopis Smud Khoi (o kočkách)B nalézající se v thajském Národním muzeu v Bangkoku popisuje kočky v barvě plodů doklao, což jsou thajské plody barvou připomínající srst koratů . Na konci 19. století se korat objevil v Británii pod označením modrá siamská kočka, ovšem plemeno svou stavbou výrazně odlišné od klasických siamských koček brzy upadlo v zapomenutí. Nová historie koratů mimo rodné Thajsko se začala psát až v roce 1959, kdy byl první pár těchto koček dovezen do Spojených států amerických.
Koťata jménem Narra a Darra byla darem jedné thajské chovatelky a v USA se staly základem chovu tohoto plemene. Nové plemeno se v USA ujalo a začalo se šířit. Chov byl posilován dalšími dovozy z Thajska. Největší americká chovatelská organizace CFA uznala koraty v roce 1966. V Evropě byla cesta k uznání plemene složitější. První korati byli do Evropy dovezeni z Thajska norskou chovatelkou Elfi Kleive v roce 1974. Plemeno se šířilo pomaleji než v USA a bylo FIFe předběžně uznáno až po několika pokusech v roce 1981. Plné uznání přišlo o dva roky později .
- A anglicky The Smud Khoi of Cats - viz [4]
- B anglicky The Cat-Book Poems

## Charakteristika plemene

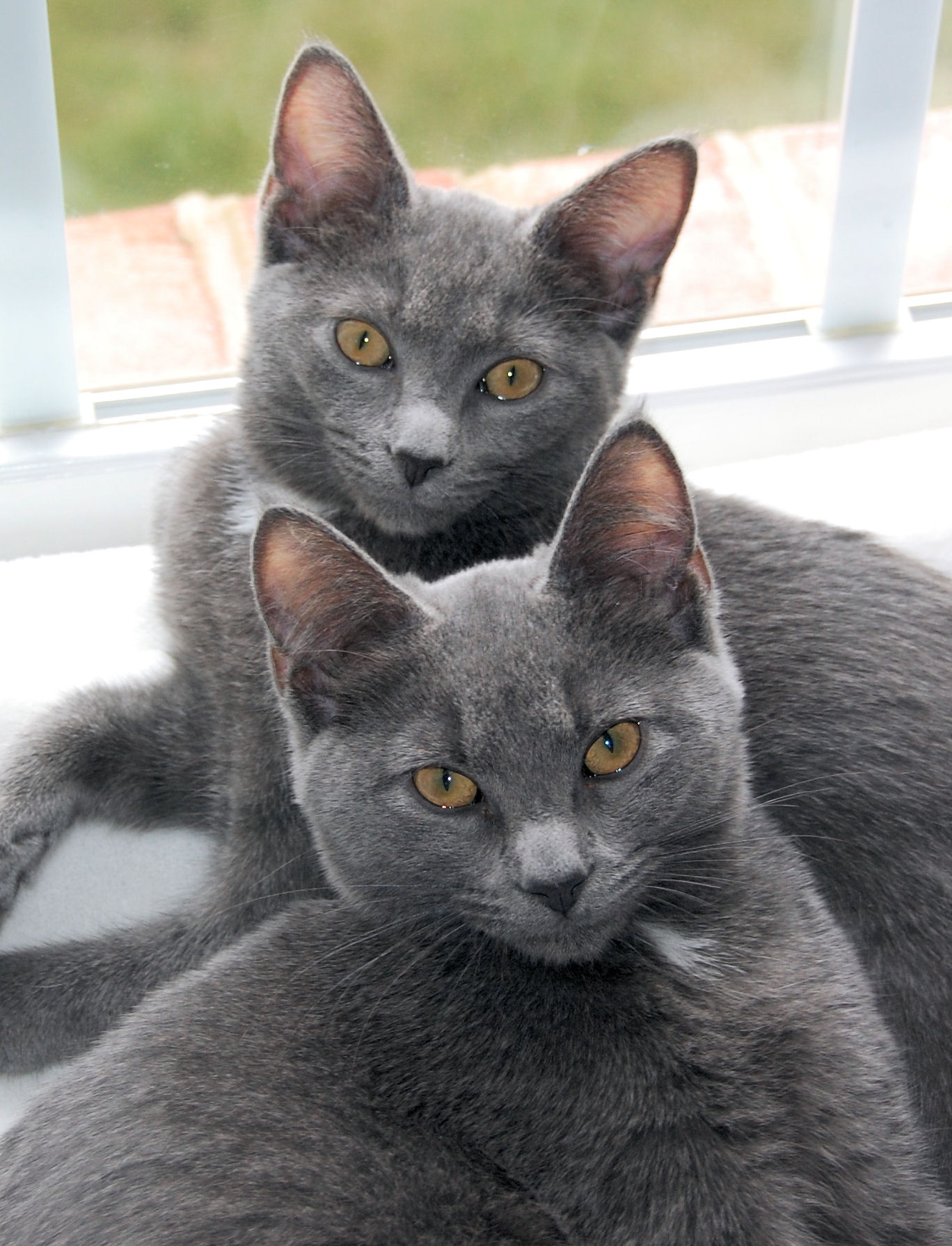
Korat, dvě samice

Korat je středně velká kočka. Váha se obvykle pohybuje v rozmezí 3–5 kg .
Hlava při pohledu zepředu připomíná srdce, musí být široká mezi očima i přes oči. Oblouky obočí tvoří horní linii srdce, jemně modelované křivky tváří pak dokreslují obrazec. Oči jsou velké, kulaté, široce otevřené. Výrazné a svítící. Je upřednostňována zářivě zelená barva, jantarová je tolerována u koťat a mladých koček do dvou let věku (barva se s věkem mění - čerstvě narozená koťata mají oči modré, později jantarové s nádechem do zelena a teprve kolem dvou let věku získají oči konečnou zářivě zelenou barvu). Nos je v poměru k tváři dlouhý, s lehkým stopem. Uši jsou velké, na bázi široké, na špičce mírně zakulacené. Jsou vysoko posazené, dodávají kočce bdělý výraz. Vnitřek je řídce, vnějšek pak hustě osrstěný velmi krátkými chlupy .
Tělo je mírně zavalité, přesto musí působit elegantně. Je pružné a svalnaté. Klenutý hřbet. Nohy jsou pevné, v dobrém poměru k tělu. Zadní nohy jsou o něco delší než přední. Tlapky jsou oválné. Ocas je středně dlouhý, širší u základny, plynule se zužuje směrem ke špičce, která je zakulacená .
Srst je krátká až středně dlouhá, přiléhavá, lesklá a jemná. Jednoduchá, bez podsady. Její barva musí být stříbřitě modrá, jednotná, bez stínů a žíhání. Chlup je u kořene světlejší, plynule tmavne a končí stříbrnou špičkou. Čím více stříbra, tím lépe. Stříbrný efekt se nesmí omezovat pouze na hlavu, nohy a tlapky.

## Povaha a chov
Korat je velmi společenský a vyžaduje hodně pozornosti. Je dobromyslný, jeho pohyb působí rozvážně. Je velmi inteligentní a rád si hraje. Také se rád mazlí se svým člověkem. Dobře se snáší s dalšími kočkami, má však tendenci žárlit, upřednostňuje-li (podle jeho názoru) majitel jiné zvíře. Jeho srst nevyžaduje žádnou zvláštní péči. Má velmi citlivý sluch a nesnáší ostré a hlasité zvuky. Výstavní zvířata je proto vhodné postupně uvykat hlučnějšímu prostředí .
V Evropě se stále jedná o vzácné plemeno, v Severní Americe je chovatelská základna širší.